# Caenolestes
Caenolestes é um gênero de marsupial da família Caenolestidae. Os animais deste gênero são conhecidos vernaculamente na língua portuguesa como cuícas-mussaranhos .

## Espécies
5 espécies são reconhecidas:
- Caenolestes caniventer Anthony, 1921
- Caenolestes condorensis Albuja & Patterson, 1996
- Caenolestes convelatus Anthony, 1924
- Caenolestes fuliginosus (Tomes, 1863)
- Caenoslestes sangay Ojala-Barbour, Pinto, Brito, Albuja, Lee & Patterson, 2013